# سوديب
سوديب هو كاتب سيناريو ومخرج وممثل هندي، ولد في 2 سبتمبر 1973 في الهند. من الجوائز التي نالها جائزة فيلم فير جنوب.

## جوائز
- جائزة فيلم فير جنوب

## وصلات خارجية
- سوديب على موقع IMDb (الإنجليزية)
- سوديب على موقع ألو سيني (الفرنسية)
- سوديب على موقع ميوزك برينز (الإنجليزية)
- سوديب على موقع أول موفي (الإنجليزية)
- سوديب على موقع قاعدة بيانات الفيلم (الإنجليزية)
- سوديب على موقع كينوبويسك (الروسية)